# Saxifraga caesia
Saxifraga caesia — вид квіткових рослин родини ломикаменевих (Saxifragaceae). Ареал: Австрія, Ліхтенштейн, Словаччина, Франція, Німеччина (Баварія), Італія, Польща, пн.-сх. Іспанія, Швейцарія, Словенія, Хорватія, Боснія і Герцеговина.

## Екологія
Росте на вапнякових скелях, в діапазоні від гір до альпійського рівня.

## Морфологічна характеристика
Це трав'яниста подушкотвірна, багаторічна рослина 3–10 см заввишки, запушена, мало або без залоз. Прикореневі листки жорсткі та м'ясисті, сіро-зелені, 3–6 мм завдовжки, зібрані в невеликі розетки, лінійно-видовжені, гоструваті або тупуваті, цілокраї; стеблові листки чергові, лінійні, запушені. Квітконосні стебла прямі, з черговими листками, увінчані 1–6 квітками. Квітконіжки та чашечки слабозапушено-залозисті. Пелюстки оберненояйцеподібні, цілокраї, білі, вдвічі довші за чашолистки. Плід — яйцеподібна коробочка. Квітне з червня по серпень.